# Michael Kolarz
Michael Kolarz (* 12. ledna 1987 v Ostravě) je český hokejista. Nyní ale po obdržení polského občanství působí jako skaut pro polské hokejisty.

## Hráčská kariéra
- 2001/02 HC Vítkovice
- 2002/03 HC Vítkovice
- 2003/04 HC Vítkovice
- 2004/05 Kingston Frontenacs
- 2005/06 Kingston Frontenacs
- 2006/07 Kingston Frontenacs
- 2007/08 New Mexico Scorpions, HC Havířov, KooKoo
- 2008/09 SK Kadaň, HC Havířov
- 2009/10 MsHK Žilina
- 2010/11 MsHK Žilina, HC Mountfield
- 2011/12 HC Mountfield,
- 2012/13 HC Mountfield
- 2013/14 Mountfield HK, Orli Znojmo
- 2014/15 SC Riessersee
- 2015/16 GKS Tychy
- 2016/17 Comarch Cracovia, GKS Tychy
- 2017/18 GKS Tychy
- 2018/19 GKS Tychy